# Centro Sueco de Arquitectura y Diseño
El Centro Sueco de Arquitectura y Diseño (en sueco: Svenskt arkitektur- och designcentrum oficialmente Statens centrum för arkitektur och design) o ArkDes, antes conocido como Museo de Arquitectura (Arkitekturmuseet), es un museo nacional sueco dedicado a la arquitectura y el diseño. Está situado en la isla de Skeppsholmen en Estocolmo, Suecia, en el mismo complejo que el Moderna Museet. Es un museo público que expone arquitectura, urbanismo y diseño.

## Historia
El Museo de Arquitectura (Arkitekturmuseet) se fundó en 1962 por iniciativa de la Asociación Nacional de Arquitectos Suecos (Sveriges Arkitekters Riksförbund) como fundación privada. Se nacionalizó en 1978, momento en el que se instaló en los edificios que anteriormente ocupaba el Departamento de Cartas Náuticas en Skeppsholmen. Las nuevas instalaciones, diseñadas por el premio Pritzker y arquitecto español, Rafael Moneo, tras un concurso internacional, se inauguraron en febrero de 1998.
El 28 de febrero de 2013, el Gobierno emitió nuevas instrucciones para el museo y, el 1 de mayo, cambió su nombre por el de Centro Estatal de Arquitectura y Diseño (Statens centrum för arkitektur och design). Desde mediados de los años 1990, el museo ha sido administrado por el Ministerio de Cultura.

## Edificios
El centro se encuentra repartido en dos edificios principales, la antigua sala de ejercicios de la Armada sueca, Exercishuset, y el edificio más reciente diseñado por Rafael Moneo construido entre 1994 y 1997. Las salas de exposiciones permanentes y temporales se encuentran en edificios históricos diseñados por Fredrik Blom y el nuevo edificio, diseñado en estilo funcionalista, contiene oficinas, una biblioteca, salas de investigación, talleres y archivos que albergan la Colección Estatal de Arquitectura. El edificio de Moneo fue galardonado con el Premio Kasper Salin en 1998. En junio de 2018, se inauguró un nuevo espacio de exposiciones temporales, Boxen, con diseños del estudio Dehlin Brattgård Arkitekter.

## Actividad
El museo cuenta con una exposición permanente y varias exposiciones temáticas temporales. La exposición permanente presenta la arquitectura sueca a través de los tiempos en dibujos, maquetas, fotografías y objetos históricos. Otros espacios están dedicados a exposiciones temáticas que exploran la arquitectura y el diseño contemporáneos, junto con muestras históricas. En los fondos de archivo de ArkDes hay dibujos, maquetas y fotografías de las obras de unos 500 arquitectos. La biblioteca del museo contiene revistas de los años 1930 en adelante, así como más de 24 000 libros.
ArkDes gestiona la Fundación Einar Mattsson para la investigación en ingeniería inmobiliaria y de la construcción (Einar Mattssons stiftelse för bygg- och fastighetsteknisk forskning). El Centro ha colaborado con la Fundación Wikimedia en varias ocasiones. En 2013 y 2014, Wikimedia Suecia celebró allí su reunión anual, y en 2014, el ArkDes acogió el evento «Meet Wikipedia».

## Exposiciones destacadas
Desde 2017, bajo la dirección de Kieran Long, el museo ha presentado una serie de exposiciones temporales en su sala principal y en Boxen, una “máquina para exposiciones experimentales que cambian rápidamente”. Estos han incluido: “Public Luxury”, una exposición “sobre arquitectura, diseño y la lucha por la vida pública”; “The Future Starts Here”, una exposición realizada en colaboración con el Museo de Victoria y Alberto que explora las relaciones entre diseño y tecnología; “Espacio Popular: Valor en lo Virtual”, un proyecto que explora la realidad virtual, la arquitectura y el urbanismo; la edición culminante del Cruising Pavilion; y una exposición sobre el panel prefabricado de hormigón comisariada por Pedro Ignacio Alonso y Hugo Palmarola. En 2020, Boxen acogió la primera exposición museística del mundo que explora el campo creativo del ASMR. A raíz de la pandemia de COVID-19 tuvo una apertura virtual.
ArkDes organiza la competencia anual "Gingerbread House" cada diciembre.